# Roquemaure (Quebec)
Roquemaure es un municipio canadiense situado en la provincia de Quebec.

## Superficie
Roquemaure tiene una superficie de 120,02 km².

## Demografía
En 2021, tenía 409 habitantes, una densidad poblacional de 3,4 hab./km², y 215 viviendas.